# رؤوف شنوفی
رؤوف شنوفی (انگلیسی: Raouf Chenoufi؛ زادهٔ ۸ مارس ۱۹۶۴) بازیکن والیبال اهل تونس بود.